# Petr Jiráček
Petr Jiráček (* 2. března 1986, Sokolov, Československo) je český fotbalový záložník a bývalý reprezentant, do března 2021 hráč klubu FC Fastav Zlín.
Úspěšná léta zažil ve Viktorii Plzeň, s níž vyhrál ligový titul, český pohár i Superpohár. Mimo Česko působil na klubové úrovni v Německu ve VfL Wolfsburg a Hamburger SV.
V české seniorské reprezentaci odehrál v letech 2011–2014 28 zápasů a vstřelil 3 góly.

## Klubová kariéra

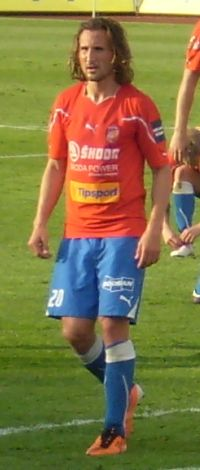
Petr Jiráček v dresu Viktorie Plzeň (2012).

S fotbalem začal v Sokole Tuchořice. Ve svých 10 letech přestoupil do sokolovského Baníku. Během působení v Sokolově byl poslán na hostování do klubů SK Buldoci Karlovy Vary a SK Slavia Praha. Poté se vrátil do Baníku Sokolov, kde zůstal až do léta 2008.

### FC Viktoria Plzeň
Tehdy se o něj začala zajímat Viktoria Plzeň a podepsala s ním smlouvu. Ze začátku většinou střídal, ale poté se probojoval do základní sestavy mužstva, které vyhrálo Gambrinus ligu v roce 2011 a následně postoupilo do Ligy mistrů.
8. července 2010 nastoupil v dresu Plzně k historicky prvnímu zápasu českého Superpoháru, který sehrávají mistr ligy, tehdy AC Sparta Praha, a vítěz národního poháru (Viktoria Plzeň). Trofej vyhrála pražská Sparta, utkání skončilo výsledkem 1:0. Petr Jiráček se dočkal této trofeje o rok později, kdy Viktoria Plzeň jako mistr ligy porazila držitele českého poháru FK Mladou Boleslav. Utkání skončilo nerozhodně 1:1 po 90 minutách hry; prodloužení se nehraje, na pokutové kopy zvítězila Plzeň 4:2. Jiráček nastoupil do zápasu ve 46. minutě.

### VfL Wolfsburg
V prosinci 2011 podepsal Petr Jiráček smlouvu (platná od 1. ledna 2012) s německým klubem VfL Wolfsburg na 4,5 roku. Vyhlédl si jej trenér klubu Felix Magath a přestupní částka se odhadovala na 4 miliony € (cca 100 milionů Kč). Setkal se zde s dalším českým reprezentantem Janem Polákem. Wolfsburg podepsal smlouvu i s Jiráčkovým spoluhráčem z Plzně Václavem Pilařem.
V týmu se uvedl dobře, ve čtvrtém utkání za Wolfsburg vstřelil 2 góly SC Freiburgu. Potom se v přípravném reprezentačním utkání v Irsku zranil  a po vyléčení svalového zranění nastupoval na jaře v klubu do zápasů jako náhradník. Po konci sezony s ním trenér Felix Magath přestal počítat a souhlasil s jeho přestupem do Hamburku.

### Hamburger SV
28. srpna 2012 Jiráček přestoupil za cca 4 miliony €  do týmu Hamburku, kde se setkal s českým brankářem Jaroslavem Drobným. Podepsal zde čtyřletou smlouvu.
Za nový klub debutoval ve 2. kole německé Bundesligy v sezóně 2012/13 (31. srpna 2012) proti domácímu Werderu Brémy s Theo Gebre Selassiem v sestavě, ale neprosadil se a zápas skončil vítězstvím Brém 2:0. Utkání 3. kola Bundesligy proti domácímu Eintrachtu Frankfurt se českému hráči nepovedlo, ve skluzu zajel na konci prvního poločasu do protihráče Andersona a po červené kartě musel za stavu 2:1 pro Frankfurt opustit hřiště. Bylo to jeho první vyloučení v prvoligové fotbalové kariéře. Oslabený Hamburk prohrál 2:3 a zůstal po třech kolech bez bodu. Jiráček dostal automaticky zákaz startu v následujícím utkání, disciplinární komise mu trest zvýšila ještě o jeden zápas. Po návratu na trávníky ho limitovaly problémy s třísly a od listopadu 2012 musel z tohoto důvodu zápasové nasazení přerušit. Trenér Hamburku Thorsten Fink oznámil, že s hráčem počítá až pro jarní část sezony. Ve 30. kole německé Bundesligy 20. dubna 2013 přihrál ve 20. minutě na vítězný gól Rafaelu van der Vaartovi, Hamburk vyhrál 2:1 nad hostujícím klubem Fortuna Düsseldorf. Svůj první ligový gól za Hamburk vstřelil 11. května 2013 proti domácímu týmu TSG 1899 Hoffenheim, přispěl tak k výhře 4:1. V podzimní části sezony 2013/14 na čas vypadl ze sestavy Hamburku. 22. února 2014 dostal příležitost pod novým trenérem Mirkem Slomkou proti Borussii Dortmund a tu využil, pod konečný výsledek 3:0 se podepsal vítězným gólem.

### AC Sparta Praha
Po třech letech Jiráček opustil Hamburger SV a zamířil trochu překvapivě do AC Sparta Praha místo návratu do FC Viktoria Plzeň. Podepsal smlouvu na 4 roky. Ve Spartě odehrál v sezóně 2015/16 18 ligových utkání, gól nevstřelil. Střelecky se prosadil (dvakrát) v českém poháru.

### FK Jablonec (hostování)
V červnu 2016 odešel na hostování do mužstva FK Jablonec, kde se uvolnilo místo ve středu pole po odchodu Slováka Jána Greguše do dánského FC Kodaň. V Jablonci odehrál 18 ligových zápasů, v nichž jednou skóroval.

### FC Fastav Zlín
V červnu 2017 přestoupil ze Sparty do klubu FC Fastav Zlín (vítěz českého poháru ze sezóny 2016/17), což pro něj znamenalo případnou možnost zahrát si v evropských pohárech – v základní skupině Evropské ligy UEFA 2017/18, kam se Zlín kvalifikoval. Ve Zlíně podepsal dvouletý kontrakt, stal se pátou letní posilou klubu.

### Klubové statistiky
| Sezóna                   | Klub              | Soutěž                                      | Zápasy | Góly |
| ------------------------ | ----------------- | ------------------------------------------- | ------ | ---- |
| 2006/07                  | FK Baník Sokolov  | 2. česká liga                               | 15     | 1    |
| 2007/08                  | FK Baník Sokolov  | 2. česká liga                               | 25     | 1    |
| 2008/09                  | FC Viktoria Plzeň | Gambrinus liga                              | 29     | 1    |
| 2009/10                  | FC Viktoria Plzeň | Gambrinus liga                              | 26     | 1    |
| 2010/11                  | FC Viktoria Plzeň | Gambrinus liga                              | 29     | 5    |
| 2011/12                  | FC Viktoria Plzeň | Předkola LM Zákl. skupina LM Gambrinus liga | 5 6 16 | 0 4  |
| 2011/12                  | VfL Wolfsburg     | 1. Bundesliga                               | 13     | 2    |
| 2012/13                  | Hamburger SV      | 1. Bundesliga                               | 13     | 1    |
| 2013/14                  | Hamburger SV      | 1. Bundesliga                               | 21     | 1    |
| 2014/15                  | Hamburger SV      | 1. Bundesliga                               | 19     | 0    |
| 2015/16                  | AC Sparta Praha   | Synot liga Evropská liga                    | 18 5   | 0    |
| 2016/17                  | FK Jablonec       | 1. česká fotbalová liga                     | 18     | 1    |
| 2017/18                  | FC Fastav Zlín    | 1. česká fotbalová liga Evropská liga UEFA  | 28 6   | 1 0  |
| 2018/19                  | FC Fastav Zlín    | 1. česká fotbalová liga                     | 32     | 2    |
| 2019/20                  | FC Fastav Zlín    | 1. česká fotbalová liga                     | 30     | 2    |
| Platí k 9. červenci 2020 |                   |                                             |        |      |

## Reprezentační kariéra
3. září 2011 debutoval v českém národním A-týmu v kvalifikačním zápase na EURO 2012 proti Skotsku (hrálo se v Hampden Parku v Glasgowě), strávil na hřišti 77 minut a pak byl vystřídán Tomášem Pekhartem (utkání skončilo nerozhodně 2:2).
V následujícím domácím přátelském utkání 6. září 2011 proti Ukrajině byl sice v nominaci, ale do zápasu nezasáhl (skončil vítězstvím českého týmu 4:0). 7. října 2011 v kvalifikačním zápase na EURO 2012 proti Španělsku odehrál Petr Jiráček celý zápas, ale domácí prohře 0:2 nezabránil. V základní sestavě se objevil i 11. října 2011 v kvalifikačním utkání v Litvě, kde rovněž odehrál celý zápas, jenž skončil výrazným vítězstvím české fotbalové reprezentace 1:4.
Svou první branku v reprezentačním dresu vstřelil 15. listopadu 2011 v 81. minutě barážového utkání v Podgorici proti Černé Hoře, utkání skončilo vítězstvím českého týmu 1:0 , který tak postoupil na EURO 2012 s celkovým skóre 3:0 z barážového dvojutkání.
Po evropském šampionátu 2012 nastoupil v prvním přátelském utkání nového reprezentačního cyklu 15. srpna 2012 ve Lvově proti domácí Ukrajině (0:0) a 8. září v Kodani proti Dánsku (kvalifikační zápas o MS 2014 v Brazílii, opět 0:0). V dalším utkání v Teplicích proti Finsku 11. září byl u prohry 0:1 (přátelské střetnutí). Nastoupil v základní sestavě i v kvalifikačním zápase proti Maltě a přihrával z levé strany na gól Tomáši Pekhartovi, ten znamenal zvýšení skóre na 2:1. Po čtyřzápasovém střeleckém trápení českého týmu bez vstřeleného gólu (mimo tří výše zmíněných zápasů ještě prohra 0:1 z evropského šampionátu s Portugalskem)  zvítězila ČR 3:1, v nastaveném čase chytil ještě Petr Čech přísně nařízený pokutový kop. 16. října 2012 nastoupil Jiráček v Praze v kvalifikačním zápasu s Bulharskem (0:0). Po pauze kvůli zdravotním problémům nastoupil k dalšímu (přátelskému) zápasu až 6. února 2013 v Manise proti domácímu Turecku, Česká republika zvítězila 2:0. Objevil se i v základní sestavě 22. března na Andrově stadionu v Olomouci v kvalifikačním zápase s Dánskem, český výběr podlehl soupeři 0:3. 10. září 2013 přihrál na úvodní gól Liboru Kozákovi v kvalifikačním utkání proti domácí Itálii, ale na zisk potřebných bodů to nestačilo, neboť soupeř otočil stav utkání na konečných 2:1. ČR zůstala pouze teoretická naděje na postup alespoň do baráže o Mistrovství světa 2014 v Brazílii.

### EURO 2012
Zúčastnil se Mistrovství Evropy ve fotbale 2012 v Polsku a na Ukrajině. V prvním zápase (8. června 2012) byl na hřišti u prohry českého mužstva 1:4 s Ruskem. Ve druhém zápase (12. června 2012) vstřelil první gól utkání proti Řecku po kolmém pasu Tomáše Hübschmana, český tým nakonec zvítězil 2:1.
V závěrečném zápase základní skupiny proti Polsku byl Jiráček autorem jediného a rozhodujícího gólu po přihrávce Milana Baroše, když si v pokutovém území soupeře zasekl míč před obráncem a prostřelil polského brankáře Przemysława Tytońa. Díky tomu český tým získal další tři body a s celkově šesti body postoupil z prvního místa ve skupině (přes pasivní skóre 4:5 ze tří zápasů) do čtvrtfinále turnaje (společně s Řeckem, které po vítězství nad Ruskem 1:0 skončilo druhé). Petr Jiráček s Václavem Pilařem, který také skóroval dvakrát, byli jedinými úspěšnými střelci České republiky v základní skupině A.
Čtvrtfinálový zápas ve Varšavě (21. června 2012) proti Portugalsku český tým prohrál 0:1 a s turnajem se rozloučil. Petr Jiráček nastoupil ke všem čtyřem zápasům české reprezentace na Mistrovství Evropy 2012.

### Reprezentační góly a zápasy
Góly Petra Jiráčka v A-mužstvu české reprezentace 
| Gól | Datum        | Stadion                             | Soupeř     | Skóre (min.) | Výsledek | Soutěž            |
| --- | ------------ | ----------------------------------- | ---------- | ------------ | -------- | ----------------- |
| 010 | 15. 11. 2011 | Podgorica, Černá Hora               | Černá Hora | 00:1 0(81.)  | 0:1      | baráž o EURO 2012 |
| 02  | 12. 6. 2012  | Městský stadion (Vratislav), Polsko | Řecko      | 00:1 0(3.)   | 1:2      | EURO 2012         |
| 03  | 16. 6. 2012  | Městský stadion (Vratislav), Polsko | Polsko     | 00:1 0(72.)  | 0:1      | EURO 2012         |

Zápasy Petra Jiráčka v A-mužstvu české reprezentace 
| Rok    | Zápasy | Góly |
| ------ | ------ | ---- |
| 2011   | 5      | 1    |
| 2012   | 12     | 2    |
| 2013   | 10     | 0    |
| 2014   | 1      | 0    |
| Celkem | 28     | 3    |